# AGS JH23
Chronologie des modèles (1988-1989)
AGS JH22 AGS JH24
L'AGS JH23 est la monoplace de Formule 1 engagée par l'écurie française AGS dans le cadre du championnat du monde de Formule 1 1988. Conçue par Christian Vanderpleyn et Michel Costa, elle est pilotée par le Français Philippe Streiff.
En 1989, une version B adaptée à la réglementation technique en vigueur est alignée et confiée à Streiff, mais celui-ci, victime d'un grave accident lors des essais d'intersaison, en ressort tétraplégique. L'AGS JH23B est finalement pilotée par l'Italien Gabriele Tarquini et l'Allemand Joachim Winkelhock, remplacé en cours de saison par le Français Yannick Dalmas.

## Historique

### Saison 1988

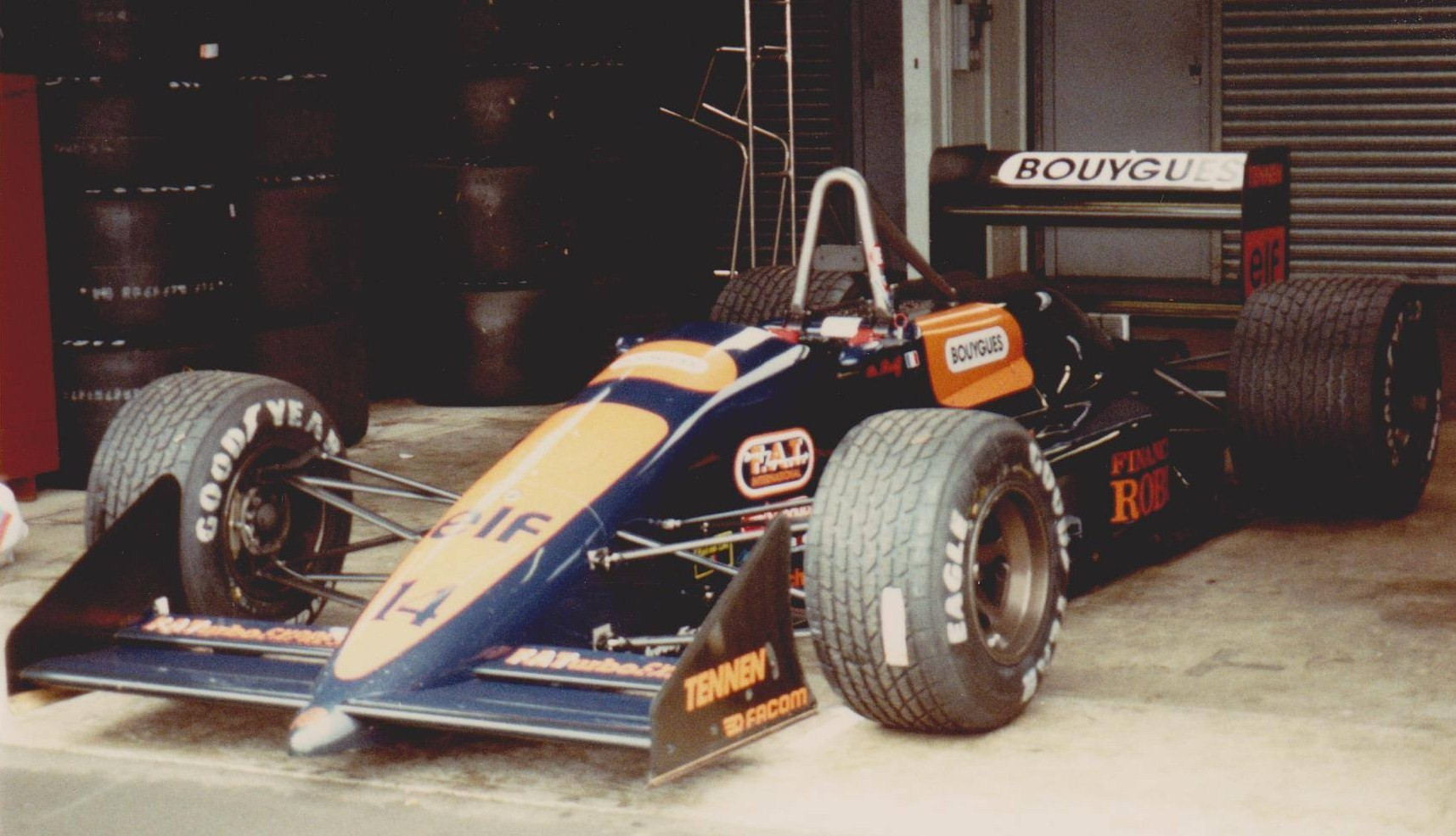
L'AGS JH23 de Philippe Streiff dans son stand, lors du Grand Prix de Grande-Bretagne 1988.

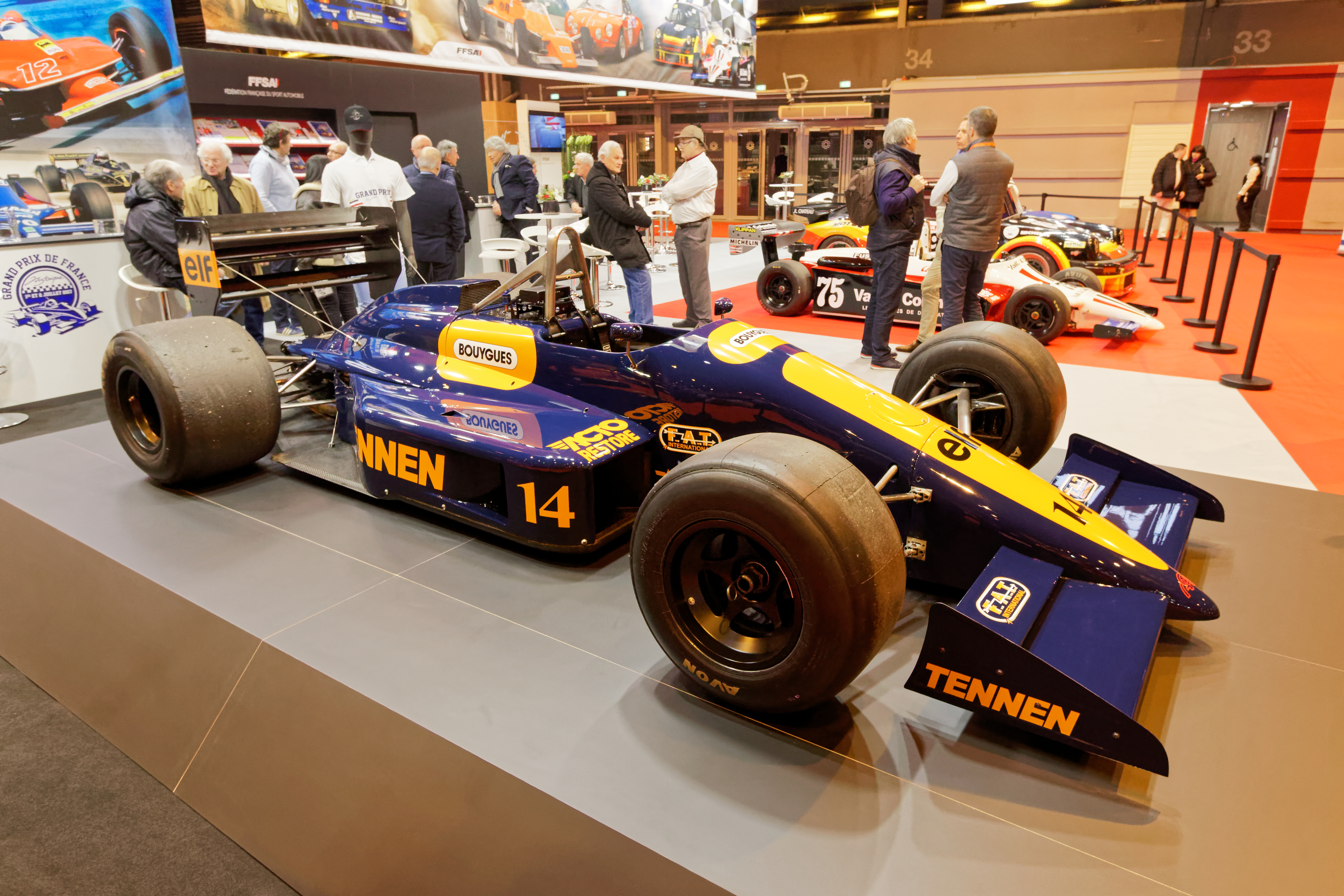
L'AGS JH23 de Philippe Streiff exposée au Salon Rétromobile en 2017.

Après une première participation en championnat du monde de Formule 1 1987 soldée par un premier point, l'écurie AGS souhaite confirmer cette bonne dynamique en 1988. Henri Julien, le patron de la petite équipe française, recrute Philippe Streiff, et obtient le soutien financier du groupe Bouygues grâce à l'entremise de son ami Nicolas Sarkozy, maire de Neuilly-sur-Seine. Cet apport de liquidités permet de construire de nouvelles infrastructures et au directeur technique, Christian Vanderpleyn, de concevoir une nouvelle monoplace, la JH23, qui arbore une nouvelle livrée bleue nuit et orange. Enfin, François Guerre-Berthelot est nommé directeur sportif de l'écurie.
Au volant de l'AGS JH23, Philippe Streiff réalise la meilleure saison de l’histoire de la petite structure française en se qualifiant régulièrement en milieu de grille. Néanmoins, sa monoplace, bien que performante, se révèle peu fiable, puisqu'il doit abandonner à onze reprises sur défaillance technique sur seize engagements. Les problèmes de fiabilité atteignent leur point culminant lors du Grand Prix de Monaco, où qualifié en douzième position, il ne prend pas part à la course en raison d'une rupture de la commande des gaz lors du tour de formation,.
Au Canada, Streiff réalise la meilleure qualification de l’histoire d'AGS en obtenant la dixième place sur la grille de départ,. Les bonnes performances du Français dans cet exercice permettent à l'écurie d'ambitionner une fourniture en moteurs Renault. Néanmoins, Streiff abandonne au deux-tiers de la course sur un problème de suspensions, alors qu’il était cinquième,. Après cette épreuve, Streiff rencontre Roger Bambuck, Secrétaire d'État chargé des Sports, afin de le convaincre d'obtenir une aide financière du Fonds national de développement sportif : AGS est en effet la seule écurie qui n'est pas subventionnée par le gouvernement français, au contraire de Ligier et de Larrousse.

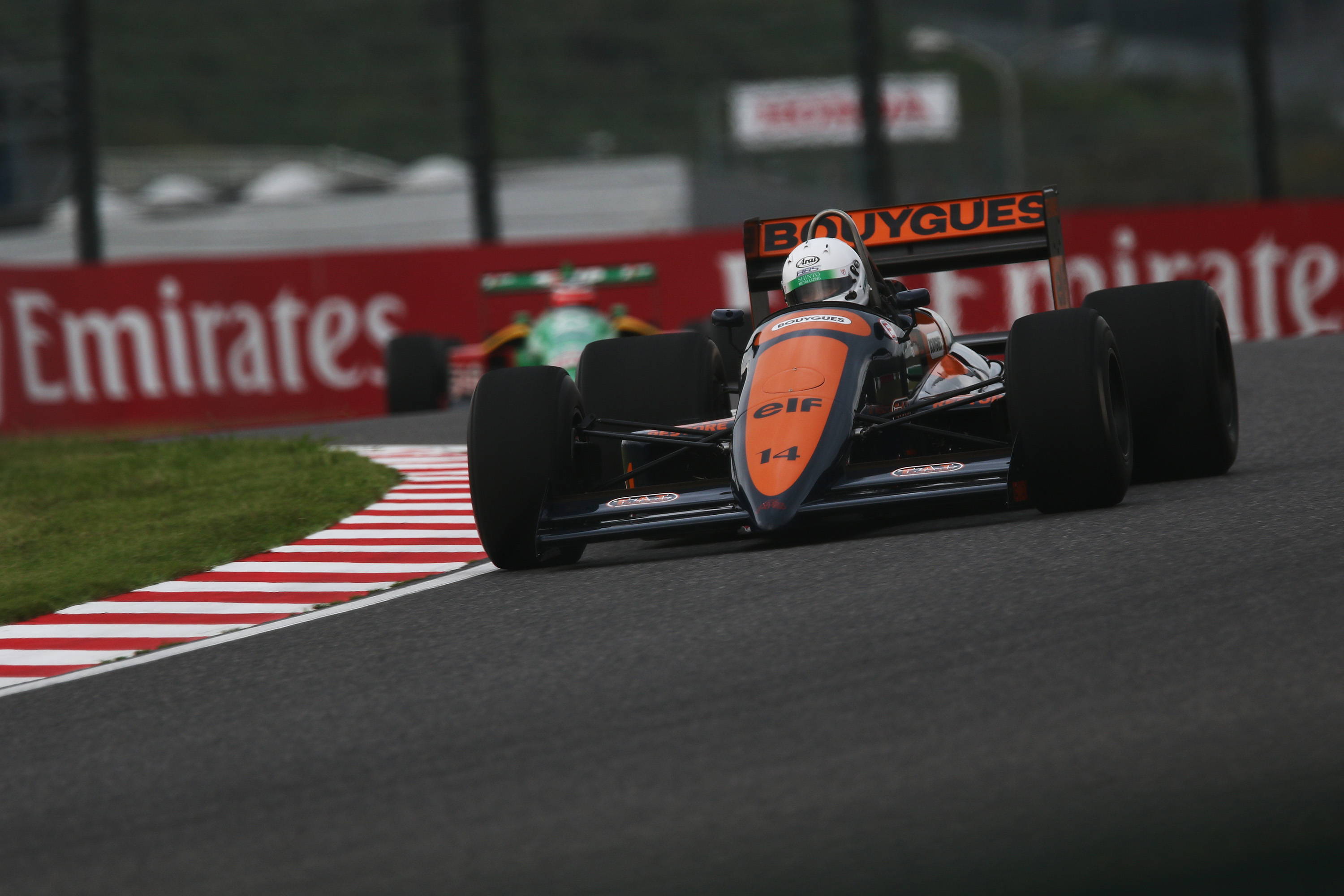
L'AGS JH23, avec sa livrée bleue nuit et orange, symbolisant le soutien du groupe Bouygues, en démonstration en marge du Grand Prix du Japon 2018.

Le fait qu'AGS ne concrétise jamais en marquant des points en course lui fait perdre le soutien de Bouygues, qui conditionnait également son partenariat à la recherche de commanditaires supplémentaires, en marge du Grand Prix de Belgique. En outre, Christian Vanderpleyn et ses adjoints, Michel Costa et Frédéric Dhainaut, quittent l'écurie pour rejoindre Coloni. AGS, en mal d'argent, verse alors en retard le salaire de ses dix employés. Néanmoins, l'écurie française réussit à terminer la saison, notamment grâce au soutien d'Elf et d'IDSO, un groupe marketing chargé de trouver de nouveaux partenaires financiers. Henri Julien noue des contacts avec l'homme d'affaires Cyril Bourlon de Rouvre, qui pourrait racheter l'écurie et permettre le recrutement d'une dizaine d'ingénieurs supplémentaires. En marge du Grand Prix d'Espagne, Julien recrute Claude Galopin en qualité de directeur technique.
Streiff obtient son meilleur résultat en course à l'occasion de l'avant-dernière manche du championnat, disputé au Japon, alors que François Guerre-Berthelot est remplacée à la direction sportive de l'écurie par l'ancien pilote Max Jean. Qualifié dix-huitième, Streiff termine huitième,.

### Saison 1989
À la fin de l'année 1988, Henri Julien revend son écurie à Cyril Bourlon de Rouvre, qui remplace Claude Galopin par Henri Cochin à la direction technique. Les deux hommes sont chargés de concevoir l'AGS JH24, qui ne sera engagée que dans le courant de la saison 1989. Ainsi, l'écurie française engage une version B de la JH23, qui arbore une livrée noire, et, contrainte par la nouvelle réglementation de faire rouler deux monoplaces, recrute l'Allemand Joachim Winkelhock, qui apporte un complément de budget grâce au fabricant de lubrifiants Liquid Moly.
La saison commence de façon dramatique pour AGS, puisque dix jours avant le début du championnat, à l'occasion d'une séance d'essais de pneumatiques organisée par Goodyear sur le circuit de Jacarepaguá au Brésil, Philippe Streiff est victime de la casse de sa suspension arrière gauche. Il perd alors le contrôle de sa monoplace, roulant à plus de 220 km/h, décolle en montant sur un vibreur et fait plusieurs tonneaux avant d'atterrir sur un filet de sécurité. La JH23B est totalement détruite et n'a plus son arceau de sécurité. Streiff, conscient mais immobile, est évacué par les secours sur un brancard. Souffrant d'une fracture de l'omoplate gauche et d'une double luxation de la colonne vertébrale, Streiff est opéré la nuit suivante à l'hôpital de São Paulo, mais sa moelle épinière ayant été touchée par l'accident, il demeure tétraplégique.
Lors du Grand Prix du Brésil, première manche du championnat, seul Winkelhock est engagé, mais il ne parvient pas à se préqualifier, tout comme pour lors de l'ensemble des Grands Prix auxquels il participe. Souffrant d'une sciatique en cours de saison, d'autant que ses performances déçoivent, l'Allemand est remplacé par Yannick Dalmas à partir du Grand Prix de Grande-Bretagne.
Au volant de l'autre JH23B, Streiff est remplacé dès le Grand Prix de Saint-Marin, deuxième manche de la saison, par l'expérimenté pilote italien Gabriele Tarquini, qui réussit régulièrement à se qualifier en course et marque le point de la sixième place lors du Grand Prix du Mexique. Il s'agit de la deuxième et dernière fois qu'AGS termine dans les points de son histoire en Formule 1.
À partir de la manche britannique, la JH23B est progressivement remplacée par l'AGS JH24, d'abord uniquement mise à disposition de Tarquini, puis à Dalmas à compter du Grand Prix de Belgique.

## Résultats en championnat du monde de Formule 1
| Saison | Écurie     | Moteur               | Pneumatiques | Pilotes            | Courses | Courses | Courses | Courses | Courses | Courses | Courses | Courses | Courses | Courses | Courses | Courses | Courses | Courses | Courses | Courses | Points inscrits | Classement |
| Saison | Écurie     | Moteur               | Pneumatiques | Pilotes            | 1       | 2       | 3       | 4       | 5       | 6       | 7       | 8       | 9       | 10      | 11      | 12      | 13      | 14      | 15      | 16      | Points inscrits | Classement |
| ------ | ---------- | -------------------- | ------------ | ------------------ | ------- | ------- | ------- | ------- | ------- | ------- | ------- | ------- | ------- | ------- | ------- | ------- | ------- | ------- | ------- | ------- | --------------- | ---------- |
| 1988   | AGS Racing | Ford-Cosworth V8 DFZ | Goodyear     |                    | BRÉ     | SMR     | MON     | MEX     | CAN     | DET     | FRA     | GBR     | ALL     | HON     | BEL     | ITA     | POR     | ESP     | JAP     | AUS     | 0               | 13e        |
| 1988   | AGS Racing | Ford-Cosworth V8 DFZ | Goodyear     | Philippe Streiff   | Abd     | 10e     | Abd     | 12e     | Abd     | Abd     | Abd     | Abd     | Abd     | Abd     | 10e     | Abd     | 9e      | Abd     | 8e      | 11e     | 0               | 13e        |
| 1989   | AGS Racing | Ford-Cosworth V8 DFR | Goodyear     |                    | BRÉ     | SMR     | MON     | MEX     | USA     | CAN     | FRA     | GBR     | ALL     | HON     | BEL     | ITA     | POR     | ESP     | JAP     | AUS     | 1*              | 15e        |
| 1989   | AGS Racing | Ford-Cosworth V8 DFR | Goodyear     | Philippe Streiff   | Forf    |         |         |         |         |         |         |         |         |         |         |         |         |         |         |         | 1*              | 15e        |
| 1989   | AGS Racing | Ford-Cosworth V8 DFR | Goodyear     | Gabriele Tarquini  |         | 8e      | Abd     | 6e      | 7e      | Abd     | Abd     |         | Npq     |         |         |         |         |         |         |         | 1*              | 15e        |
| 1989   | AGS Racing | Ford-Cosworth V8 DFR | Goodyear     | Joachim Winkelhock | Npq     | Npq     | Npq     | Npq     | Npq     | Npq     | Npq     |         |         |         |         |         |         |         |         |         | 1*              | 15e        |
| 1989   | AGS Racing | Ford-Cosworth V8 DFR | Goodyear     | Yannick Dalmas     |         |         |         |         |         |         |         | Npq     | Npq     | Npq     |         |         |         |         |         |         | 1*              | 15e        |

Légende : ici 

* Aucun point marqué en 1989 avec l'AGS JH24.